# Chiese di Padova

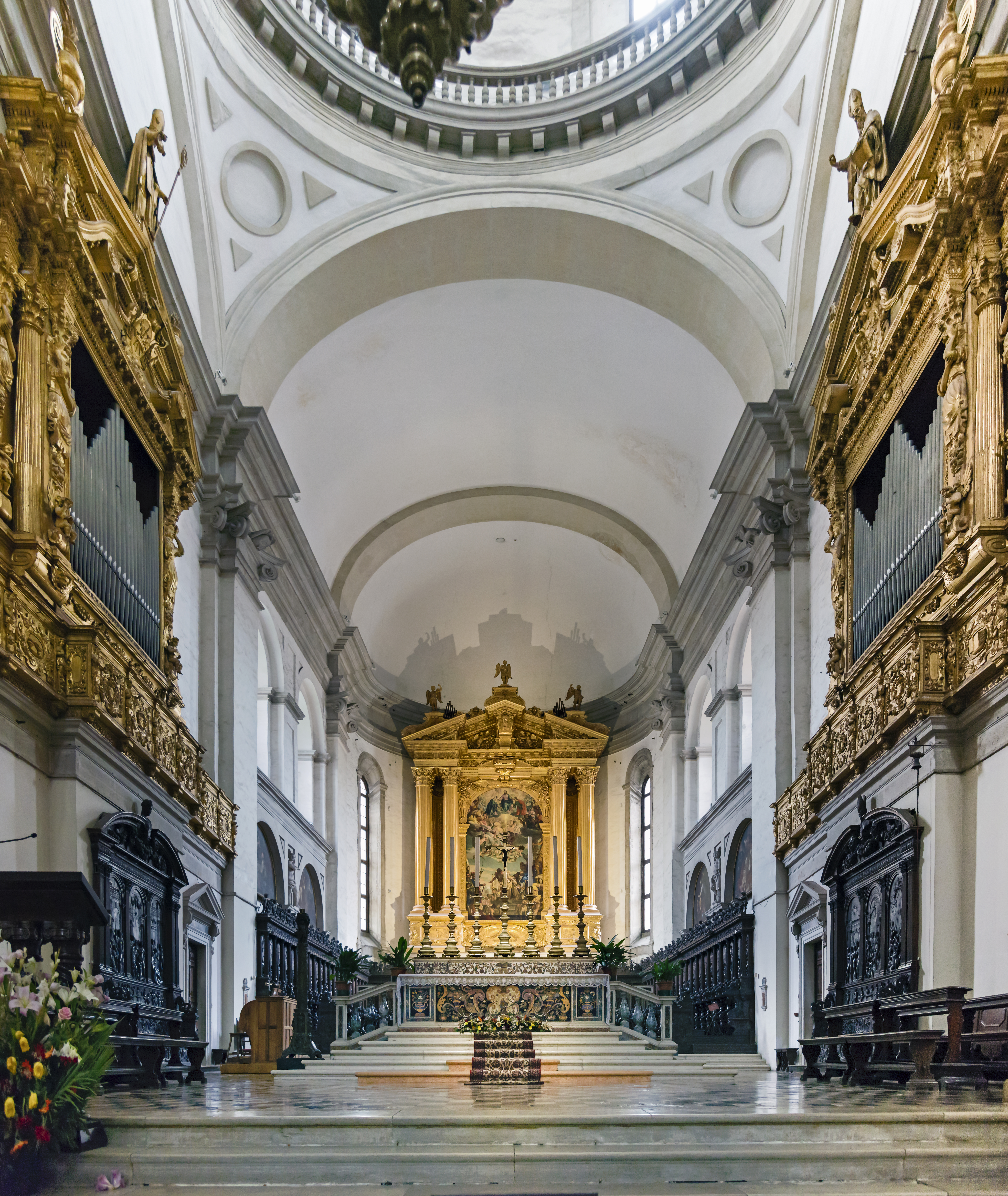
L'altare maggiore della basilica di Santa Giustina

Lista delle chiese di Padova (in ordine alfabetico) dall'età paleocristiana a oggi.

## Chiese officiate intra moenia
- Sant'Alberto Magno
- Sant'Andrea prepositura
- Annunciata all'Arena (Cappella degli Scrovegni)
- Sant'Antonio il Santo, Pontificia Basilica
- Sant'Antonio di Vienna
- Beato Antonio Pellegrino
- San Benedetto Novello
- San Benedetto Vecchio
- San Canziano
- Carmine (Basilica di Santa Maria del Carmine)
- Santa Caterina
- San Clemente
- Santa Croce
- San Daniele
- Dimesse
- Duomo (Basilica Cattedrale di Santa Maria Assunta)
- Beata Elena Enselmini
- Eremitani (Santi Filippo e Giacomo)
- Eremite
- San Fermo
- San Francesco Grande
- San Gaetano (Santi Simeone e Giuda)
- San Giorgio
- San Giovanni Battista (Battistero della Cattedrale)
- San Giovanni Battista alle Navi
- San Giuseppe dei Missionari comboniani
- Santa Giustina, Basilica, Abbazia dei Monaci Benedettini Sublacensi
- Immacolata
- San Leopoldo Mandic (Santuario)
- San Luca Evangelista
- Santa Lucia
- Santa Margherita
- Santa Maria della Neve (all'Ospedale Giustinianeo)
- Santa Maria della Stua (Madonna delle Grazie a Palazzo Cittadella)
- San Massimo
- San Michele
- San Nicolò
- Ognissanti
- San Pietro Apostolo
- San Prosdocimo (Duomo dei Militari)
- Salute
- Vanzo (Santa Maria in Vanzo al Seminario)
- Servi (Santa Maria dei Servi)
- Santa Sofia prepositura
- San Tomaso Cantuariense
- Torresino (Santa Maria del Pianto)

## Chiese sconsacrate
- Sant'Agnese
- Sant'Anna
- San Giorgio
- San Giovanni di Verdara
- Santa Maria delle Grazie
- Maddalene (le)
- San Marco di Ca' Lando
- Orfani (Oratorio del pio luogo de' Nazzareni)
- San Valentino
- Zitelle (Santissima Trinità)

## Chiese demolite
- Sant'Agata
- Sant'Agostino
- San Bartolomeo
- San Bernardino
- Betlemme (Santa Maria di Betlemme)
- San Biagio
- Ca' di Dio (Santa Maria della Salute)
- Cappuccine (chiesa delle)
- San Carlo Borromeo
- Santa Chiara
- San Cristoforo e Giacomo
- Sant'Egidio
- Sant'Eufemia
- San Francesco di Paola (Paolotti)
- San Giacomo
- San Giobbe
- Santa Giuliana (detta Sant'Apollonia)

- San Leonardo
- San Leonino
- San Lorenzo
- San Marco
- Santa Maria Mater Domini
- San Martino
- San Matteo Evangelista
- San Mattia Apostolo
- Misericordia (chiesa della)
- San Pietro martire

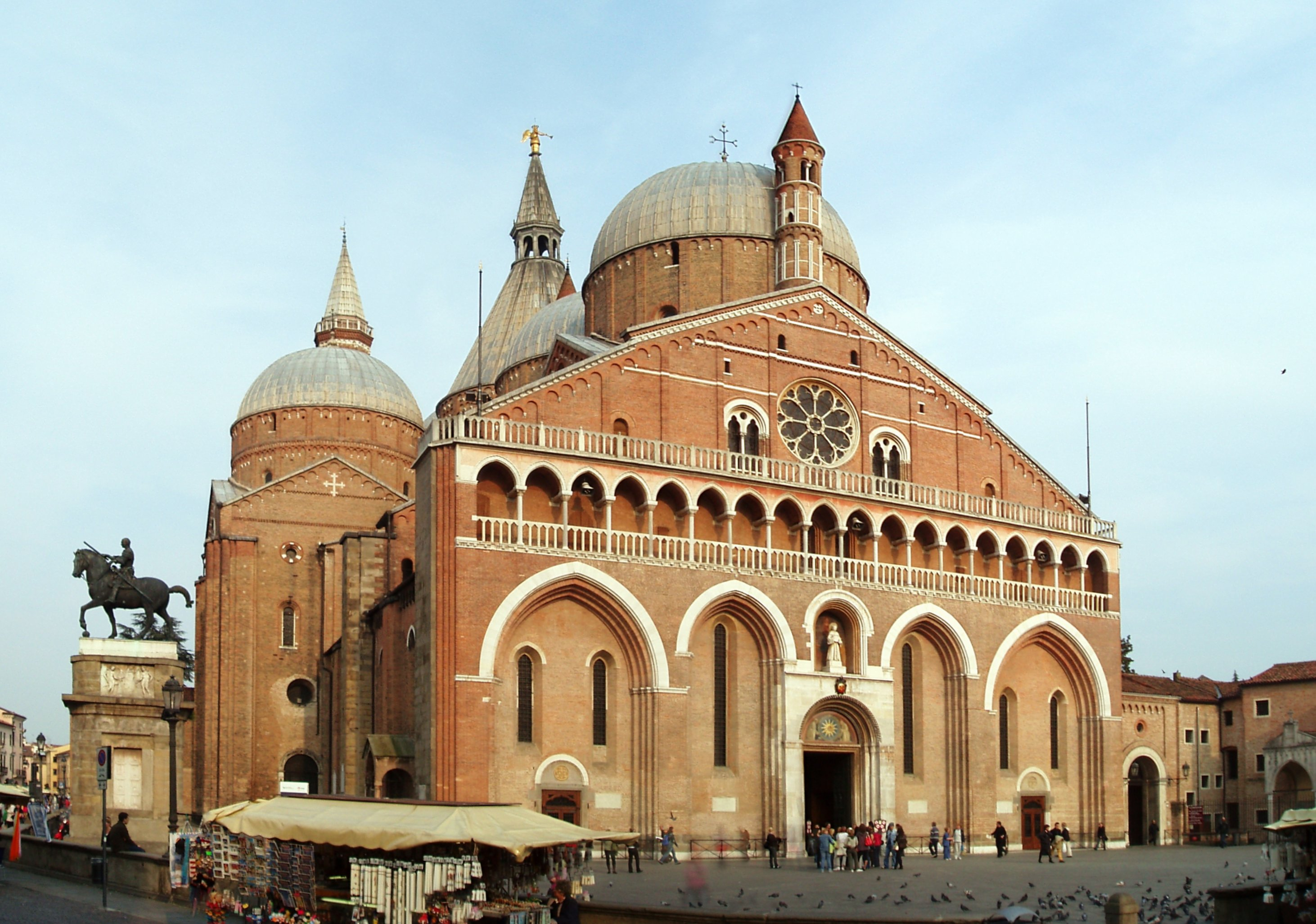
La pontificia basilica di Sant'Antonio

- Santa Rosa, delle monache domenicane
- Scalzi (San Gerolamo)
- Santo Stefano
- Terese (San Paolo Apostolo)
- San Tommaso Apostolo
- Sant'Urbano
- Chiesa evangelica metodista (Padova) sita in vicolo Forzatè

## Scuole
- Scuola di Santa Barbara
- Scuola di San Bovo
- Scuola della Carità
- Scuola del Carmine
- Scuola dei Colombini (Santa Maria del Pianto)
- Scuola di San Daniele
- Scuola di San Giacomo
- Scuola di San Giobbe
- Scuola di San Giovanni della morte
- Scuola di San Giuseppe
- Scuola di Sant'Omobono
- Scuola del Redentore
- Scuola di San Rocco
- Scuola del Santo
- Scuola di Santa Maria dei Servi
- Scuola di San Sebastiano
- Scuola dello Spirito Santo

## Chiese extraurbane oextra moenia
Non in ordine alfabetico
- Santuario dell'Arcella, "Sant'Antonino"
- San Carlo Borromeo
- San Michele a Pozzoveggiani
- San Giovanni Bosco[1]
- San Giuseppe[2]
- Tempio nazionale dell'internato ignoto
- Tempio della Pace
- San Gregorio Barbarigo
- San Pio X
- San Filippo Neri
- Santissima Trinità
- San Bellino
- Sacro Cuore di Gesù

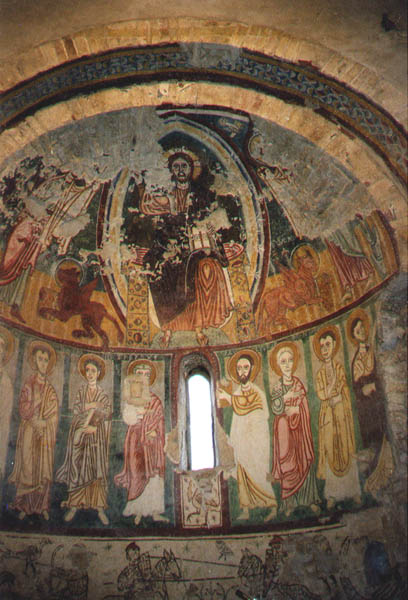
Affreschi della chiesa di San Michele in Pozzoveggiani

- Cuore Immacolato di Maria alla Madonna Pellegrina
- Gesù Buon Pastore
- Ss. Crocifisso
- Madonna Incoronata
- Sacra Famiglia
- Madonna della Salute a Mortise
- Santa Caterina da Siena alle Padovanelle
- San Lazzaro (nuova parrocchiale)
- Ss. Salvatore a Camin
- San Clemente a Granze di Camin
- Lorenzo da Brindisi
- Santi Pietro e Paolo a Voltabarozzo
- San Giovanni Battista a Pontevigodarzere
- San Martino a Voltabrusegana
- Cristo Re
- San Paolo
- Beata Vergine Maria del Perpetuo Suffragio a Cave
- Santi Angeli Custodi alla Guizza
- Ss. Fabiano e Sebastiano (nuova parrocchiale) a Brusegana
- Ss. Fabiano e Sebastiano (vecchia parrocchiale ora chiesa ortodossa) a Brusegana
- Spirito Santo
- Santa Rita
- Santa Teresa di Gesù Bambino alla Guizza
- San Bartolomeo Apostolo a Montà
- San Girolamo
- San Michele Arcangelo a Torre
- Natività della Beata Vergine Maria (via Bronzetti)
- Natività della Beata Vergine Maria a Mandria
- San Prosdocimo (chiesa parrocchiale)
- Cristo Risorto a Mortise
- San Camillo de Lellis
- San Gregorio Magno (nuova parrocchiale)
- San Gregorio Magno (vecchia parrocchiale ora chiesa ortodossa) a Camin
- San Marco Evangelista a Pontedibrenta
- Santa Maria Assunta al Bassanello
- Santa Maria Assunta a Salboro
- Santo Stefano Re d'Ungheria
- Maternità della Beata Vergine Maria ad Altichiero
- Oratorio Gaudio a Torre
- Oratorio Candeo ad Altichiero
- Oratorio di Ca' Magno (sconsacrato)
- Cappella Gandini (Santa Maria della Maternità) a Montà
- Chiesetta dei Ferri (San Michele Arcangelo) ad Albignasego
- Chiesa di San Lazzaro (vecchia, sconsacrata)
- Chiesa di Sant'Eufemia (vecchia, sconsacrata) ad Altichiero